# Krasnopol (gmina)
Krasnopol est une gmina rurale du powiat de Sejny, Podlachie, dans le nord-est de la Pologne. Son siège est le village de Krasnopol, qui se situe environ 11 km à l'ouest de Sejny et 111 km au nord de la capitale régionale Białystok.
La gmina couvre une superficie de 171,63 km2 pour une population de 3 902 habitants.

## Géographie
La gmina inclut les villages d'Aleksandrowo, Buda Ruska, Czarna Buchta, Czerwony Krzyż, Głuszyn, Gremzdel, Gremzdy Polskie, Jegliniec, Jeglówek, Jeziorki, Krasne, Krasnopol, Królówek, Krucieniszki, Linówek, Łopuchowo, Maćkowa Ruda, Michnowce, Mikołajewo, Murowany Most, Nowa Żubrówka, Nowe Boksze, Orlinek, Pawłówka, Piotrowa Dąbrowa, Rudawka, Ryżówka, Skustele, Smolany Dąb, Stabieńszczyzna, Stara Żubrówka, Teklinowo, Wysoka Góra, Żłobin et Żubronajcie.
La gmina borde les gminy de Giby, Nowinka, Puńsk, Sejny, Suwałki et Szypliszki.